# I Liceum Ogólnokształcące im. Mikołaja Kopernika w Łodzi
I Liceum Ogólnokształcące im. Mikołaja Kopernika w Łodzi (wcześniej: Gimnazjum Polskie w Łodzi, Państwowe Gimnazjum im. Mikołaja Kopernika w Łodzi, I Państwowe Liceum i Gimnazjum im. M. Kopernika w Łodzi, XV Liceum Ogólnokształcące Towarzystwa Przyjaciół Dzieci im. Mikołaja Kopernika w Łodzi) – najstarsza państwowa polska szkoła ponadpodstawowa w Łodzi.

## Historia

### Okres do końca I wojny światowej
Powstanie szkoły wiąże się ze strajkami uczniów w zaborze rosyjskim w 1905 r. Po tych wydarzeniach – 14 października 1905 r. – wydany został reskrypt carski Mikołaja II Romanowa, który zezwalał osobom prywatnym i stowarzyszeniom oświatowym na zakładanie średnich szkół z polskim językiem nauczania. Również w Łodzi miejscowa grupa inteligencji postanowiła stworzyć polską szkołę średnią. Powstał Komitet Wspierania Utworzenia Polskiej Szkoły Średniej w Łodzi. Pierwsze zebranie komitetu się 5 lipca 1906 r. Podpisano wówczas akt założenia szkoły. Powstał również Komitet Organizacyjny Polskiej Męskiej Szkoły Średniej (który przekształcił się później w Towarzystwo „Uczelnia”, które stało się de facto właścicielem szkoły). Przewodniczącym Komitetu został wybrany Ludwik Fankanowski. Członkiem był m.in. dyrektor tramwajów podmiejskich w Łodzi i poseł na Sejm II RP – inż. Wiesław Gerlicz.

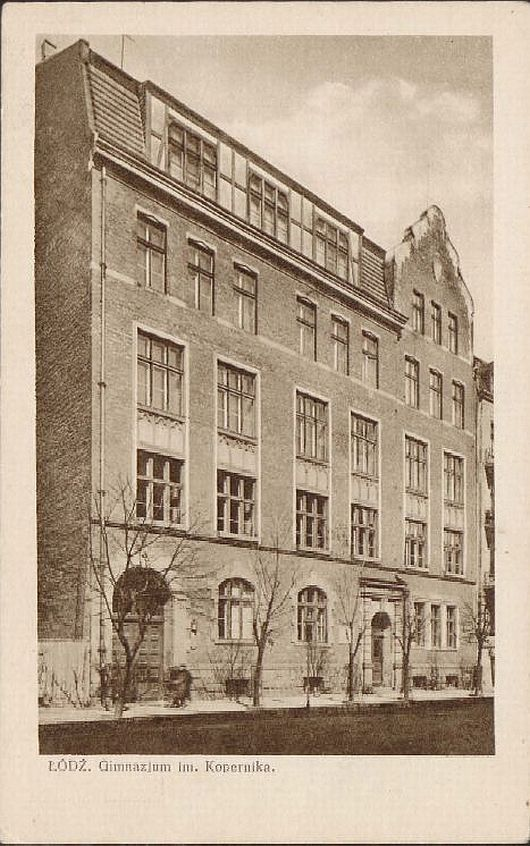
Przedwojenna pocztówka ze zdjęciem budynku Gimnazjum M. Kopernika w Łodzi

Rozpoczęcie pierwszego roku szkolnego w Gimnazjum Polskim odbyło się 17 października 1906 r. Poprzedziła je msza w kaplicy Domu Starców i kalek przy ul. Dzielnej 52 (obecnie G. Narutowicza 60).
Pierwsza siedziba szkoły znajdowała się przy ul. Wólczańskiej 55.
W 1910 r. szkołę przeniesiono do nowo wybudowanego gmachu, należącego do Edwarda Heimana, przy ul. Nowo-Cegielnianej (obecnie ulica Więckowskiego 41). Rok później wieloletnie starania zostały uwieńczone koncesją Towarzystwa „Uczelnia” na prowadzenie szkoły.
W 1911 r. w Gimnazjum Polskim odbyła się pierwsza matura, którą zdawało sześciu uczniów: Mieczysław Eliasz, Bolesław Fichna, Stanisław Hiller, Roman Pawelczyk, Adolf Tenenbaum i Henryk Wysznacki.
W 7. rocznicę otwarcia gimnazjum, 17 października 1913 r., odwiedził szkołę arcybiskup metropolita warszawski Aleksander Kakowski – prymas Królestwa Polskiego, który m.in. przypomniał myśl wyrażoną przez Komitet Organizacyjny polskiej szkoły średniej w Łodzi 30 września 1906: „Naród, który ma szkoły – ma przyszłość”.
W latach 1914–1916 wychowankowie Gimnazjum Polskiego, jako żołnierze Legionów, uczestniczyli w bitwach z Rosjanami pod Krzywopłotami, Łowczówkiem, Konarami i Kościuchnówką.
W 1915 r. powstała drużyna harcerska im. Romualda Traugutta (od 1916 r. – 3 ŁDH im. Romualda Traugutta), założona przez dh. Mieczysława Iwańskiego.
W 1916 r. szkoła otrzymała skromny sztandar z drzewcem zakończonym drewnianą główką. Wizerunek orła był namalowany a nie wyszywany. Sztandar służył szkole do czerwca 1938 r.
W roku szkolnym 1918/1919 uczniowie klasy ósmej wstąpili do wojska i nie odbyły się egzaminy maturalne.
11 listopada 1918 r. – podczas rozbrajania okupantów niemieckich w Łodzi u zbiegu ulicy Spacerowej (ob. al. Tadeusza Kościuszki) z ul. Benedykta (obecnie ul. 6 Sierpnia) w pobliżu gmachu Banku Państwa (dziś siedziby Oddziału Okręgowego NBP) śmiertelnie ranny został uczeń VIII klasy Stefan Linke, plutonowy Polskiej Organizacji Wojskowej (pośmiertnie odznaczony Srebrnym Krzyżem Orderu Virtuti Militari).
Pogrzeb Stefana Linkego był wielką manifestacją patriotyczną. Trumnę spowitą biało-czerwoną flagą przeniesiono w kondukcie z kościoła ewangelickiego Św. Trójcy na stary cmentarz przy ul. Ogrodowej.
Gimnazjum Polskie utrzymywane było z funduszy społecznych gromadzonych przez Towarzystwo „Uczelnia”. Trudny okres stanowiły lata I wojny światowej. Zniszczenia będące następstwem działań wojennych oraz rabunkowa polityka zaborców rosyjskich i zajmujących Królestwo Polskie okupantów niemieckich i austriackich spowodowały zmniejszenie możliwości gromadzenia środków finansowych. Mimo to Towarzystwo „Uczelnia” zdołało utrzymać szkołę do połowy 1919 r., dyrekcja zaś i grono nauczycielskie okazywały gotowość do różnych wyrzeczeń uznawszy, że funkcjonowanie szkoły jest niezbędne.

### Okres międzywojenny (1918–1939)
Po odzyskaniu niepodległości Towarzystwo „Uczelnia” zwróciło się do Ministerstwa Wyznań Religijnych i Oświecenia Publicznego z prośbą o upaństwowienie gimnazjum. 16 maja 1919 r. w siedzibie ministerstwa w Warszawie przyjęto uzgodnienia w sprawie upaństwowienia szkoły. 9 września 1919 r. Minister WRiOP Jan Łukasiewicz wystawił Akt Organizacyjny Szkoły, czyniąc ją pierwszą średnią placówką oświatową w Łodzi. 2 listopada 1919 r. małżonkowie Edward i Helena Heimanowie aktem notarialnym przekazali budynek szkoły skarbowi państwa.
Z inicjatywy ówczesnego dyrektora Jana Czeraszkiewicza patronem szkoły został Mikołaj Kopernik. Nazwę szkoły zmieniono z Gimnazjum Polskie na Państwowe Gimnazjum im. Mikołaja Kopernika.
W 1923 roku w auli szkolnej zawieszono obraz Mikołaja Kopernika, namalowany przez Stanisława Millera dla uczczenia 450 rocznicy urodzin Patrona Gimnazjum, inspirowany dziełem Jana Matejki. W czerwcu 1924 r. auli szkolnej umieszczona została tablica pamiątkowa z nazwiskami dziewięciu uczniów i wychowanków Gimnazjum, którzy polegli w latach 1914–1921 w walce o niepodległość i granice Polski. W roku szkolnym 1932/1933 ze składek grona nauczycielskiego, rodziców i uczniów ufundowano nową tablicę pamiątkową ku czci uczniów Szkoły poległych w walkach o odzyskanie niepodległości. Tablica ta zawierała siedemnaście nazwisk. 8 grudnia 1936 r. zorganizowano Zjazd Koleżeński w związku z obchodami trzydziestolecia szkoły. W 1937 r., w wyniku reformy oświaty z 1932 r., została przemianowana na I Państwowe Liceum i Gimnazjum im. M. Kopernika. W czerwcu 1938 roku ufundowano i poświęcono sztandar szkoły. W marcu 1939 r. odbyła się pierwsza matura typu licealnego. We wrześniu 1939 r., tuż przed wkroczeniem hitlerowców do Łodzi, dyrektor III Gimnazjum i Liceum im. Stefana Żeromskiego Jan Marczyński ukrył sztandary obydwu placówek w rodzinnej wsi Prusinowice.

### Lata II wojny światowej (1939–1945)

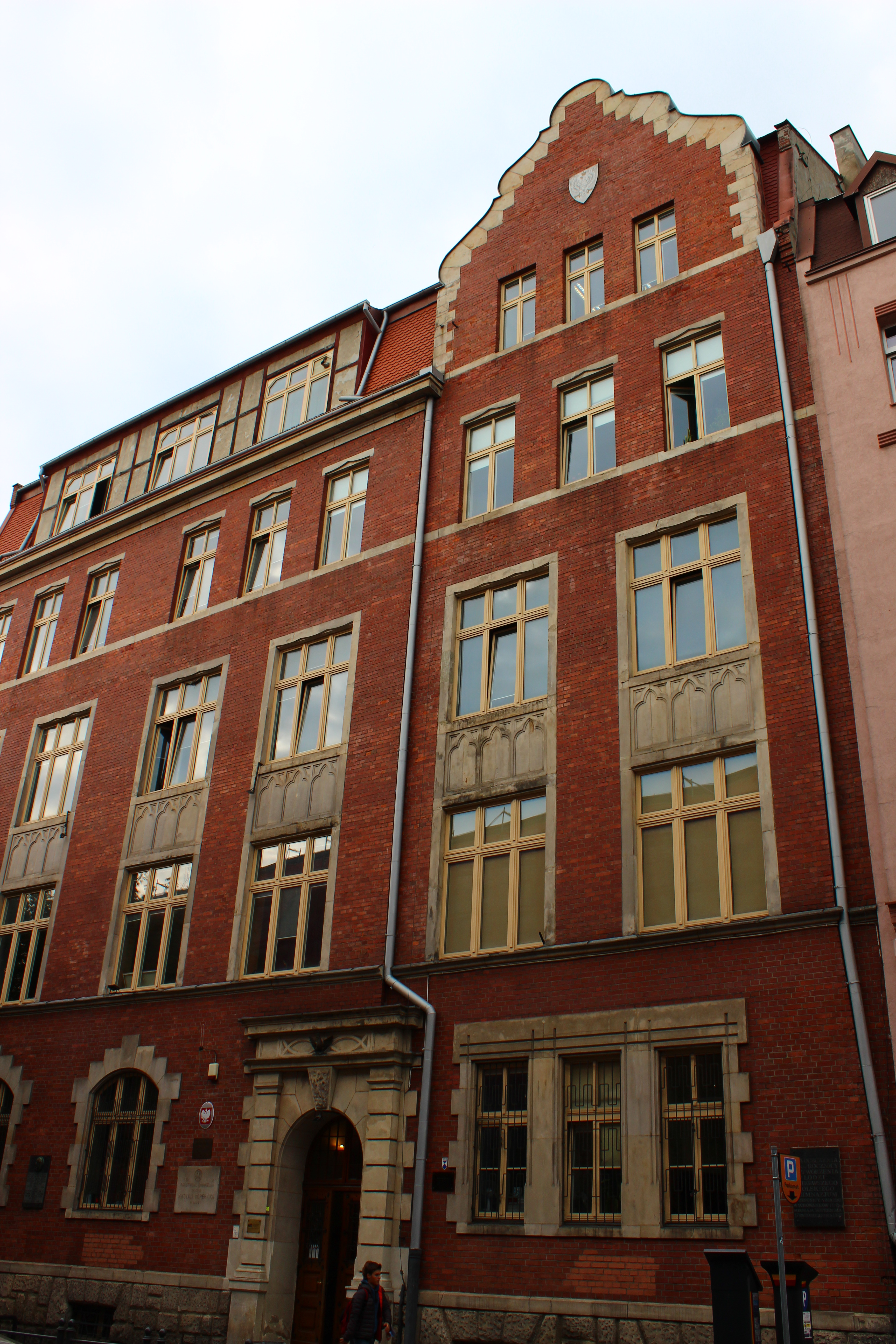
Gmach I Liceum Ogólnokształcącego im. Mikołaja Kopernika w Łodzi

W sierpniu i we wrześniu 1939 r. uczniowie klasy maturalnej (drugiej licealnej) pełnili służbę na terenie Łodzi w Batalionie Wart Przysposobienia Wojskowego. Harcerze 3 Łódzkiej Drużyny Harcerskiej im. Romualda Traugutta włączyli się w organizowane Pogotowie Harcerzy. Pomagali organizować wojskowy szpital polowy przy ulicy Leczniczej 6, pełnili także służbę obserwacyjno-wartowniczą w parku na Zdrowiu.
Otwarcie szkoły (11 listopada) w okupowanej przez Niemców Łodzi stało się możliwe dzięki działalności Sekcji Oświaty i Kultury, powołanej przez Komitet Obywatelski w Łodzi w pierwszych miesiącach okupacji. Od 16 grudnia 1939 r., podobnie jak inne placówki oświatowe w Łodzi, szkoła pozostawała zamknięta. Budynek zajął komitet powiatowy partii narodowosocjalistycznej (Kreisleitung der NSDAP – Litzmannstadt-Land) wraz z partyjnymi przybudówkami, jak niemiecki front pracy (DAF) i narodowosocjalistyczna organizacja opieki (NSV). Wyposażenie szkolne zostało zabrane przez okupanta lub zniszczone, a pomieszczenia zostały zdewastowane. Zniszczeniu uległa m.in. tablica z 1936 r., upamiętniająca I Zjazd Wychowanków.
Podczas wojny znaczący udział w działalności konspiracyjnej mieli harcerze 3 Łódzkiej Drużyny Harcerskiej. Organizowali oni tajne nauczanie (dh. Janusz Włodarski) oraz uczestniczyli w tworzeniu struktur podziemnego harcerstwa. Dh Janusz Włodarski i dh Waldemar Doniec zorganizowali drużynę im. gen. Władysława Sikorskiego. W tajne nauczanie zaangażowani byli nauczyciele szkoły: Lucjan Cieślik, Helena Giełdzińska, Wacław Siennicki, Władysław Terlikowski, Józef Ulatowski.

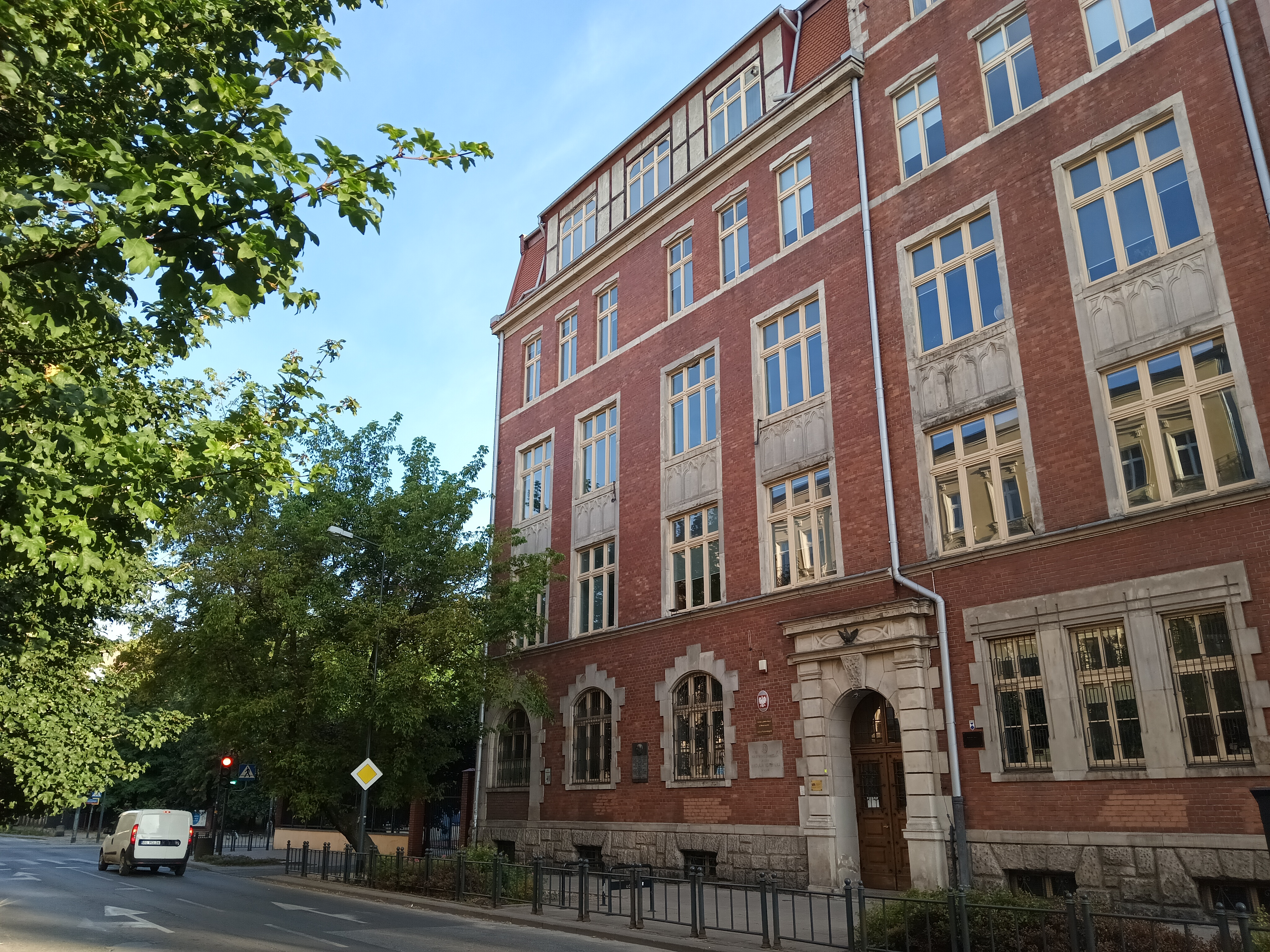
Gmach szkoły od strony wschodniej

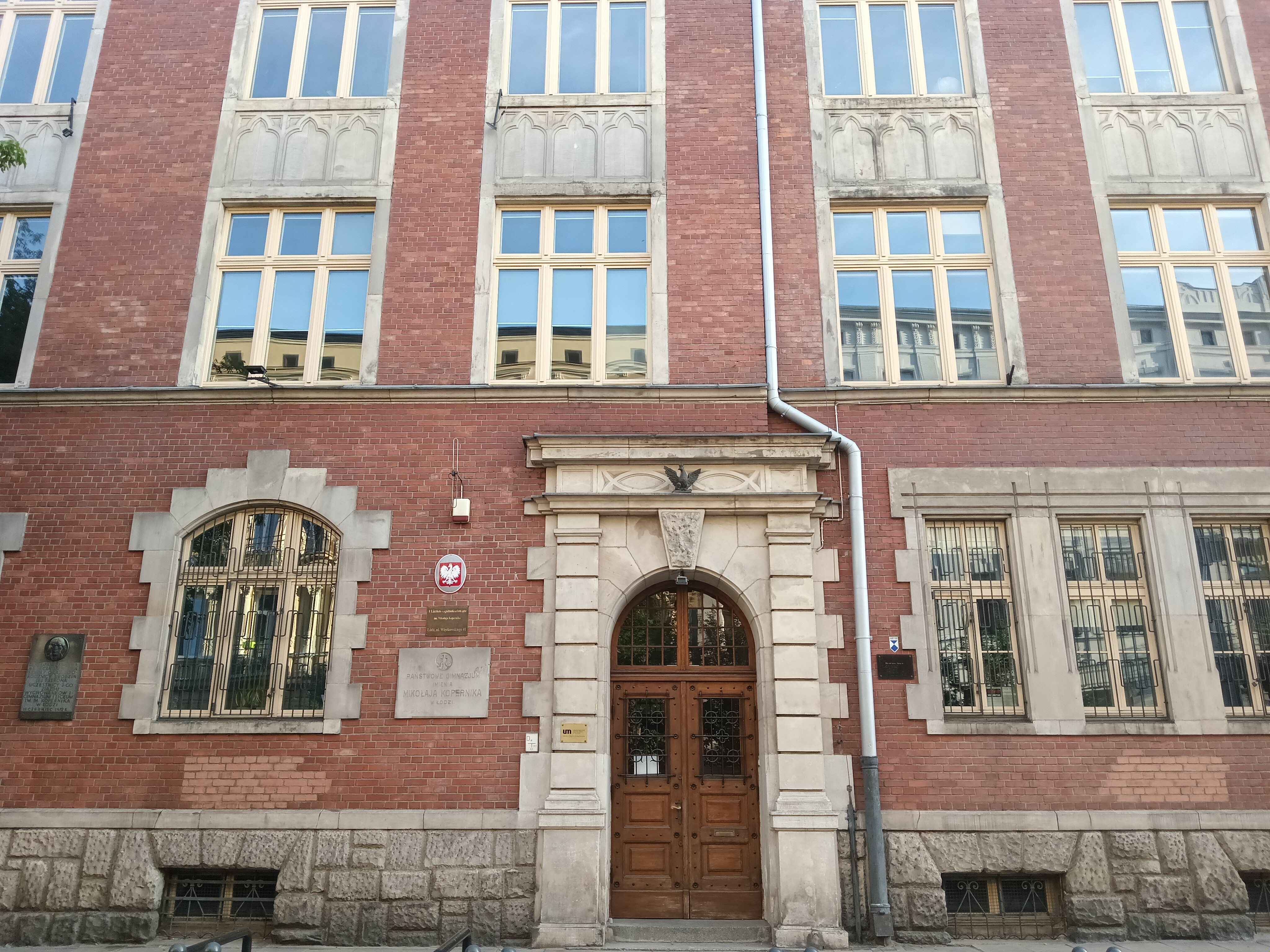
Gmach szkoły z widocznym głównym wejściem

Wśród ofiar hitlerowskiego terroru było trzech księży prefektów gimnazjum. Księża Romuald Brzeziński, Bronisław Butkiewicz i Stanisław Rybus zostali zamordowani w 1942 r. w obozie koncentracyjnym w Dachau. W czasie II wojny światowej zginęło dwóch uczniów maturalnej klasy liceum oraz prawie 50 wychowanków szkoły. Pięciu wychowanków oraz instruktor przysposobienia wojskowego ppor. Tadeusz Kmieć zginęli w zbrodni katyńskiej. Absolwent szkoły Tadeusz Łabędzki po brutalnym śledztwie w Ministerstwie Bezpieczeństwa Publicznego – skatowany przez Adama Humera i innych komunistycznych oprawców – 9 kwietnia 1946 został zamordowany strzałem w tył głowy. Jeden z wychowanków szkoły Wacław Lipiński został zamordowany przez funkcjonariuszy Urzędu Bezpieczeństwa w więzieniu we Wronkach 4 kwietnia 1949 r.

### Okres (1945–1989)

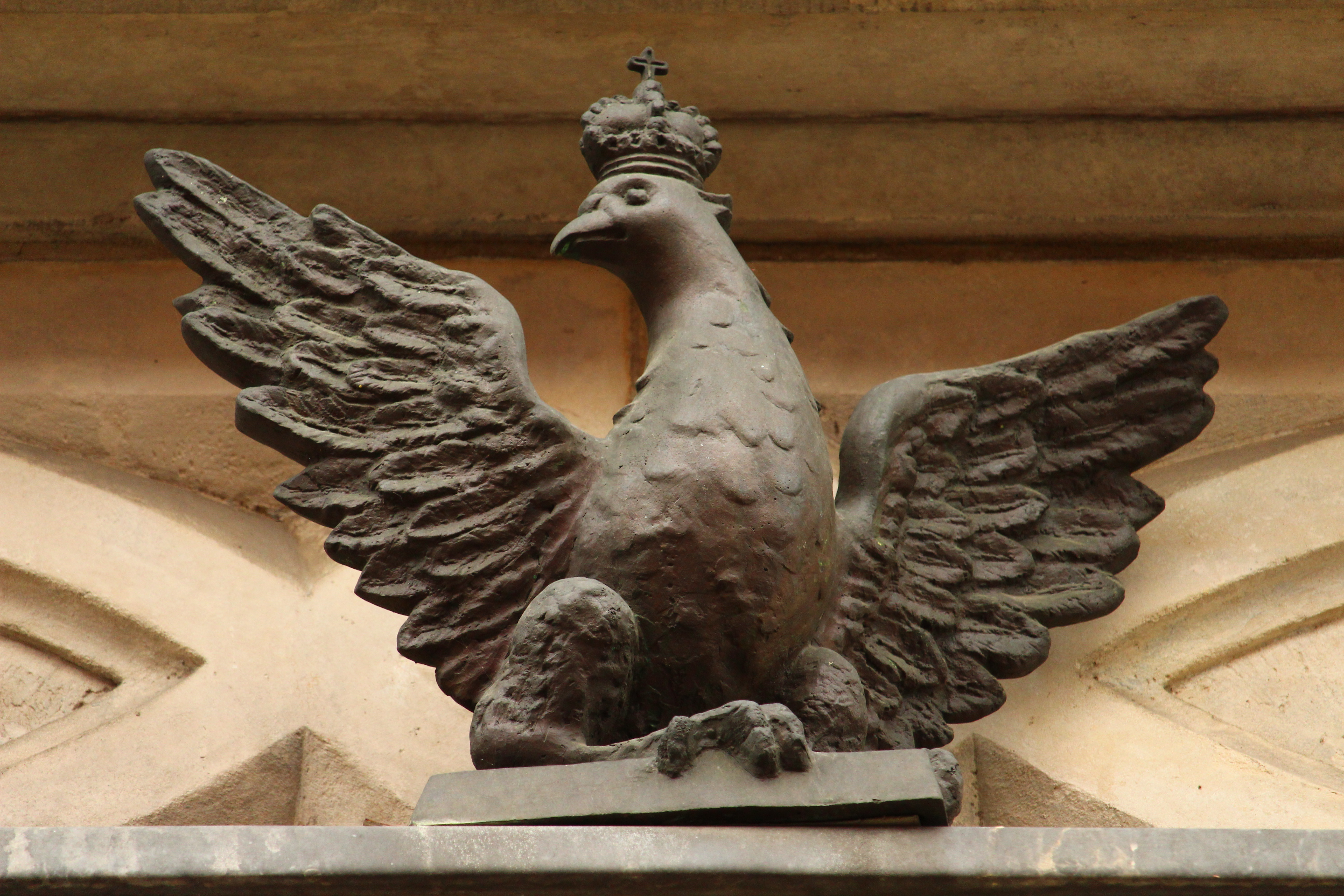
Orzeł nad wejściem do budynku liceum

Po wkroczeniu do Łodzi (19 stycznia 1945 r.) wojska radzieckie w gmachu szkoły założyły tymczasowy szpital polowy. Po krótkim czasie opuścili szkołę, dzięki czemu mogła rozpocząć na nowo działalność oświatową. Dyrektorem został nauczyciel matematyki Lucjan Cieślik. W tym samym jeszcze roku Kazimiera Marczyńska, wdowa po Janie Marczyńskim przywiozła ukryty sztandar Liceum.

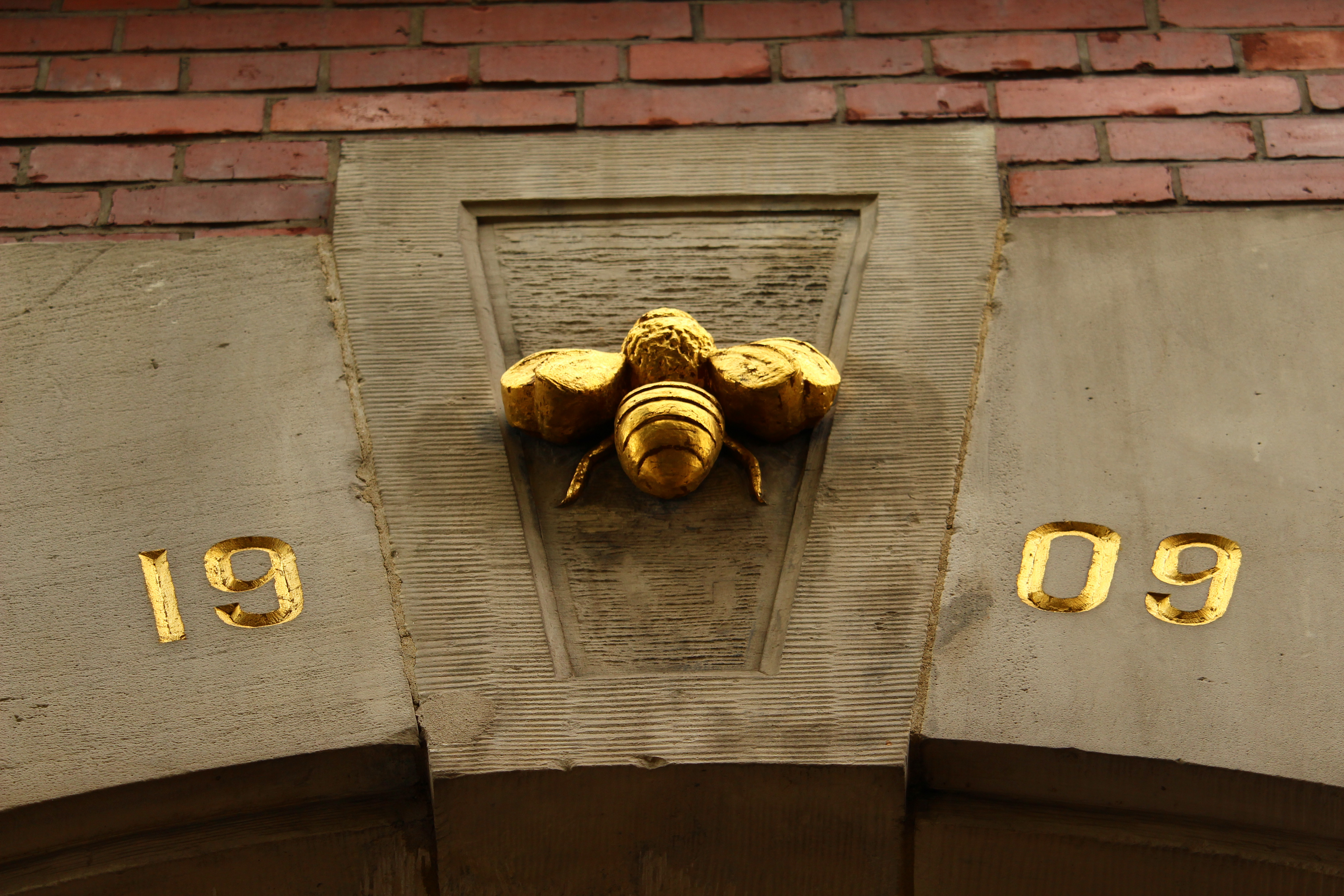
Złota pszczoła nad dawną bramą budynku szkoły

W 1946 r. przy szkole powstał Szczep ZHP im. Romualda Traugutta.
W roku szkolnym 1949/1950 Andrzej Ehrenfeucht uczeń Władysława Terlikowskiego został laureatem I Olimpiady Matematycznej – pierwszej olimpiady przedmiotowej dla uczniów szkół średnich zorganizowanej z inicjatywy Polskiego Towarzystwa Matematycznego.

W 1954 r. – po licznych szykanach – ostatecznie zlikwidowano naukę religii w szkole. Okazją do takiego działania było przejęcie szkoły przez Towarzystwo Przyjaciół Dzieci. Nazwę szkoły zmieniono na XV Liceum Ogólnokształcące TPD. 10 listopada 1957 r. uchwałą Prezydium Rady Narodowej Miasta Łodzi w sprawie nadania nazw i numerów liceom ogólnokształcącym, szkole przywrócono nazwę I Liceum Ogólnokształcące im. Mikołaja Kopernika w Łodzi.

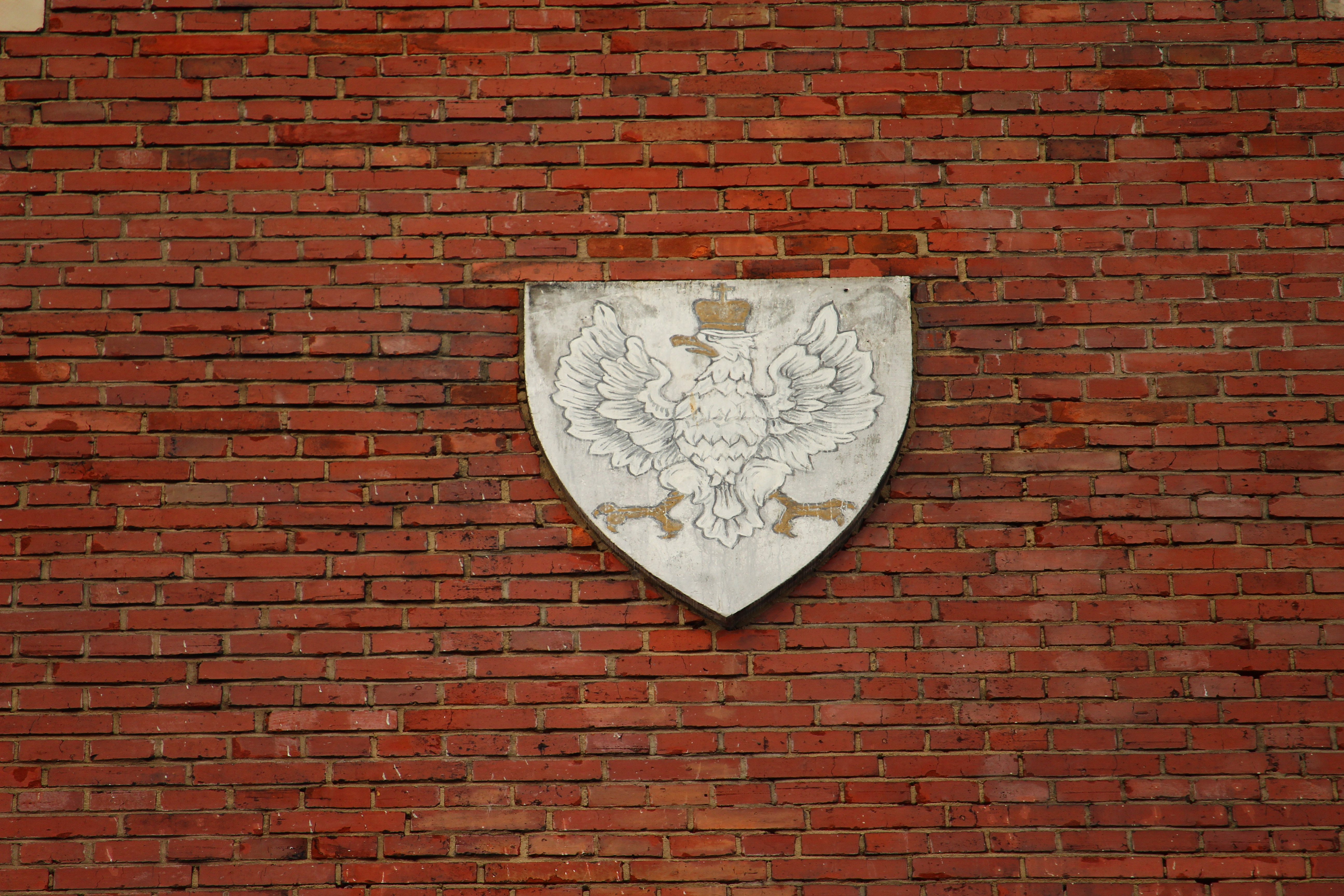
Tarcza z Orłem Białym na szczycie elewacji budynku szkoły

Na Drugim Zjeździe Wychowanków (19–20 października 1956 r.) podjęto decyzję o utworzeniu Stowarzyszenia Wychowanków Gimnazjum i Liceum im. Mikołaja Kopernika w Łodzi. Pierwszym prezesem stowarzyszenia został prof. Tadeusz Pawlikowski.

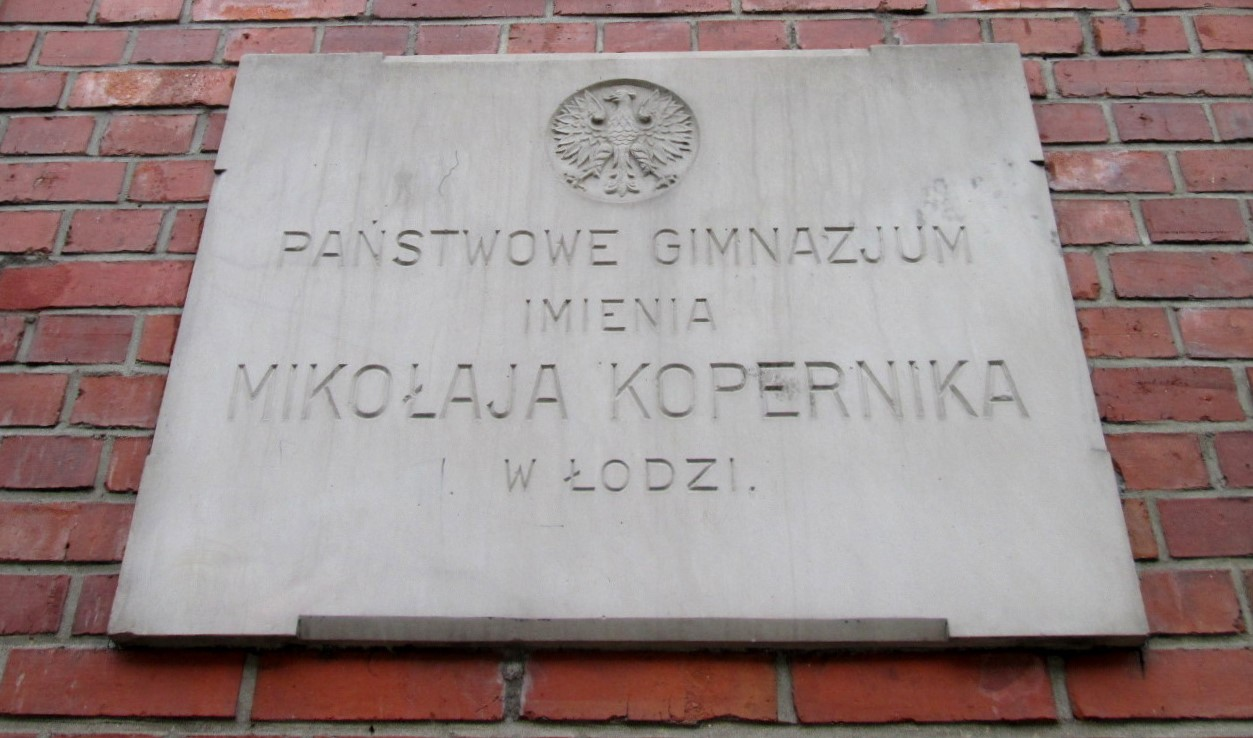
Tablica przy wejściu do Szkoły

W 1963 r. liceum stało się szkołą koedukacyjną. W roku szkolnym 1968/1969 wprowadzono obowiązek używania w szkole granatowych mundurków, których krój wybrała młodzież w tajnym głosowaniu 6 października 1968 r.. W 1974 r. pracowni biologicznej nadano imię prof. Jerzego Konorskiego (absolwent 1921 r.). 11 listopada 1978 r. – dla uczczenia 60. rocznicy odzyskania niepodległości na budynku Narodowego Banku Polskiego (al. Tadeusza Kościuszki 14) ponownie umieszczono tablicę upamiętniającą Stefana Linkego.
W 1981 r. w 75. rocznicę powstania szkoły ustanowiono i wybito medal „Za zasługi dla I Liceum Ogólnokształcącego im. M. Kopernika w Łodzi”. W 1982 r. Stowarzyszenie Wychowanków i Komitet Rodzicielski ufundowały nowy sztandar liceum. W 1987 r. uczniowie napisali list do Ojca Świętego Jana Pawła II, który został doręczony podczas trzeciej pielgrzymki papieża do Ojczyzny i pobytu w Łodzi – 13 czerwca. Odpowiedzią na list było pismo watykańskiego Sekretariatu Stanu nr 198.235 z lipca 1987 r. 17-18 października 1987 r. odbył się IV Zjazd Wychowanków. Kazimierz Chrabelski (matura 1931 r.) wykonał i ofiarował szkole kopię obrazu Jana Matejki „Astronom Kopernik, czyli rozmowa z Bogiem”.

### Po roku 1989

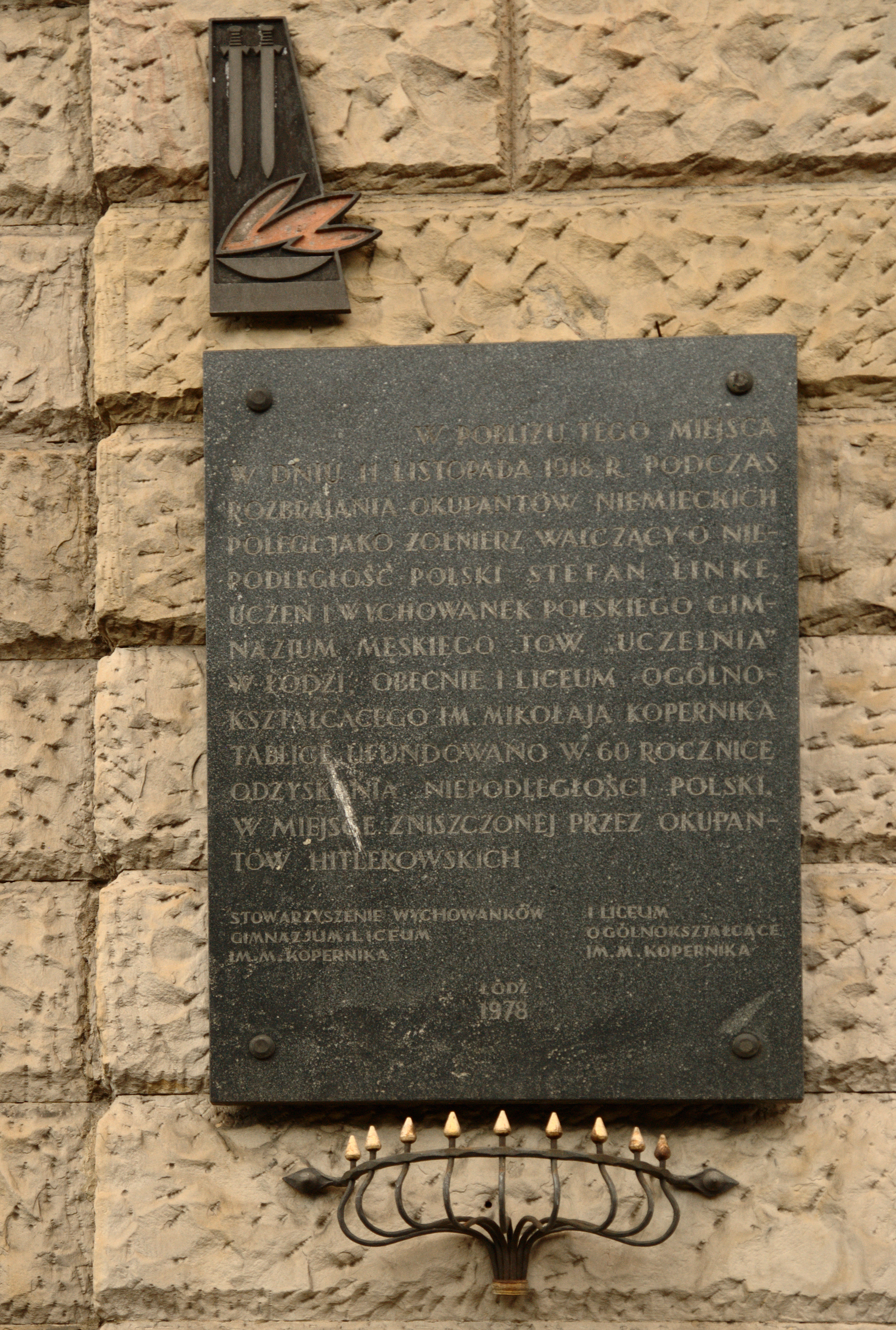
Tablica upamiętniająca śmierć Stefana Linkego ucznia klasy VIII Gimnazjum wmurowana na gmachu NBP przy al. T. Kościuszki 14

We wrześniu 1989 r. powstała pierwsza klasa autorska biologiczno-chemiczna z programem opracowanym przez nauczyciela chemii, prof. Karola Króla. Rok później powstała druga klasa autorska z programem opracowanym przez dr Ludwika Samosieja. W 1991 r. powołana została Rada Szkoły, złożona z przedstawicieli rodziców, nauczycieli, uczniów i Stowarzyszenia Wychowanków. 22 czerwca 1992 r. Rada Szkoły uchwaliła Statut I Liceum Ogólnokształcącego im. M. Kopernika w Łodzi. 29 grudnia 1995 r. budynek szkoły wpisano do rejestru zabytków województwa łódzkiego. W 1999 r. pracowni chemicznej nadano imię profesora Karola Króla.

### XXI wiek
W latach 2002–2005 pod kierunkiem wojewódzkiego konserwatora zabytków przeprowadzono remont kapitalny budynku szkoły. W 2004 r. na szczycie frontowej elewacji budynku szkoły umieszczono tarczę z Orłem Białym według projektu Sławomira Telegi na wzór tarczy umieszczonej z inicjatywy fundatora budynku po upaństwowieniu szkoły w 1919 r. W 2012 r. wyremontowano boisko szkolne. 10 czerwca 2014 r. boisku szkolnemu nadano imię zmarłego absolwenta i prof. Zdzisława Sędzickiego (matura 1976 r.). W 2015 r. ufundowany został sztandar Stowarzyszenia Wychowanków Gimnazjum i Liceum im. M. Kopernika w Łodzi. Pracowni geograficznej nadano imię prof. Janusza Boissé Bladego.
W październiku 2022 r. w pracowni fizycznej zainstalowany został teleskop do obserwacji nieba: Omegon Adnvaned Dob 304/1500. Fundatorem i koordynatorem montażu był absolwent szkoły Marcin Górko (matura 1990 r.).

## Architektura
Kubaturą i formą budynek zbliżony jest do wielkomiejskiej kamienicy. Fasadę oblicowano cegłą i wzbogacono kamiennym, tynkowanym detalem o uproszczonych formach. Obiekt może być uznany za wczesnomodernistyczny z uwagi na „oszczędny detal, duże okna i duże płaszczyzny ścienne”.
Autor projektu budynku nie jest znany. Projekt opiniował Adolf Zeligson. Prace budowlane wykonywała firma "Martens i Daab".

## Nazwy szkoły
- Gimnazjum Polskie w Łodzi (1906–1919),
- Państwowe Gimnazjum im. Mikołaja Kopernika w Łodzi (1919–1937),
- I Państwowe Liceum i Gimnazjum im. Mikołaja Kopernika w Łodzi (1937–1939 i 1945–1954),
- XV Liceum Ogólnokształcące Towarzystwa Przyjaciół Dzieci im. Mikołaja Kopernika w Łodzi (1954–1957),
- I Liceum Ogólnokształcące im. Mikołaja Kopernika w Łodzi (od 1957)

## Osiągnięcia
- I miejsce w rankingu UNESCO, MEN i Komitetów Głównych olimpiad przedmiotowych – 1996 r.,
- I miejsce w Polsce w rankingu miesięcznika „Perspektywy” – 2000 r. i 2002 r.,
- III miejsce w Polsce w jubileuszowym rankingu wyłaniający 15 najlepszych liceów na 15-lecie miesięcznika „Perspektywy” – 2013 r.,
- I miejsce w województwie łódzkim w rankingu miesięcznika „Perspektywy” 2014 r., 2022 r. i 2024 r.

## Odznaczenia
- Honorowa Odznaka Miasta Łodzi (1972)
- Medal 50-lecia Akademii Medycznej w Łodzi (1999)
- Medal 50-lecia Olimpiady Matematycznej (2000)
- Odznaka „Za Zasługi dla Miasta Łodzi” (2002)

## Założyciele szkoły[38][39]
- Kazimierz Arkuszewski
- Maurycy Berlinerblau
- Ludwik Fankanowski
- Leon Gajewicz
- Wiesław Gerlicz
- Bronisław Handelsman
- Edward Heiman-Jarecki
- Paweł Hertz
- Tadeusz Karpowicz
- Józef Koliński
- Józef Konica
- Karol Kozłowski
- Leon Koźmiński
- Józef Lewin
- Jan Leśniewski
- Henryk Likiernik
- Aleksander Mogilnicki
- Konstanty Mogilnicki
- Kazimierz Rossman
- Stanisław Skalski
- Kazimierz Stożkowski
- Maksymilian Szyffer
- Ignacy Watten
- Zygmunt Weinreb
- Włodzimierz Wyganowski
- Izydor Zand
- Adolf Zeligson

## Dyrektorzy
- 1906–1907 Erazm Spaczyński (vel Szpaczyński)
- 1907–1909 Tomasz Niklewski
- 1909–1912 Jan Graczyk
- 1912–1924 Jan Czeraszkiewicz
- 1924 Jan Lickindorf (p.o.)
- 1924–1929 Zdzisław Piekarski
- 1929 Władysław Olszewski (p.o.)
- 1929–1930 Stanisław Seweryn
- 1930–1931 Bronisław Brycki (p.o.)
- 1931–1939 Rajmund Bromirski
- 1945–1948 Lucjan Cieślik
- 1948–1949 Benedykt Halicz
- 1949–1950 Andrzej Palmęka (p.o.)
- 1950 Jerzy Brodecki (p.o.)
- 1950–1951 Antoni Kościelak (p.o.)
- 1951–1952 Władysław Krupa
- 1952–1954 Zygmunt Zakrzewski
- 1954–1966 Kazimierz Dobrowolski
- 1966–1991 Marian Wolniewicz
- 1991–2000 Wiesława Zewald
- 2000–2010 Jan Kamiński
- 2010–2021 Ewa Wojciechowska
- Od 2021 Marcin Chrabelski

## Nauczyciele
- Janusz Boissé
- Jan Czeraszkiewicz
- Adam Ferens
- Edmund Friszke
- Stanisław Garlicki
- Czesław Gumkowski
- Benedykt Halicz
- Stefania Jaworska
- Karol Kotula
- Aleksander Mogilnicki
- Marceli Prószyński
- Tomasz Rostworowski
- Erazm Spaczyński
- Olga Stande-Armatys
- Leon Starkiewicz
- Antoni Wippel
- Wacław Wyrzykowski

## Uczniowie
- Lucjan Frakowski
- Stefan Kostrzewski
- Stefan Linke
- Wacław Lipiński
- Władysław Orłowski
- Benedykt Pęczkowski-Grzymała
- Franciszek Pfeiffer
- Władysław Prażmowski
- Henryk Steinman
- Piotr Zwoliński

## Absolwenci[40]
- Osman Achmatowicz – profesor chemii organicznej
- Jerzy Albrecht – ekonomista, polityk
- Witold Andrzejewski – duchowny rzymskokatolicki, prałat, konfrater zakonu paulinów, aktor
- Kazimierz Bald – urbanista
- Romuald Bartnik – chemik organik
- Piotr Bąk – językoznawca
- Jacek Bierezin – poeta, publicysta, działacz opozycyjny w PRL, taternik
- Zbigniew Bielski –  aktor teatralny i filmowy
- Andrzej Borowczyk – dziennikarz sportowy, komentator motoryzacyjny, publicysta
- Sławomir Bralewski – historyk, bizantynolog
- Edward Brisch – inżynier mechanik
- Stanisław Chrabelski – architekt
- Anna Ciarkowska – literaturoznawczyni, powieściopisarka
- Joanna Czajkowska-Ślasko – poetka i lekarz psychiatra
- Stanisław Czajkowski – filozof
- Hubert Czerniuk – prawnik, dyplomata i urzędnik
- Artemiusz Czkwianianc – specjalista w zakresie budownictwa
- Artur Diefenbach[41] – inżynier budownictwa
- Kazimierz Dobrowolski – nauczyciel, dyrektor liceum w latach 1954–1966
- Jerzy Dobrzycki – historyk nauki, odkrywca planetoidy
- Wojciech Domżalski – geofizyk, górnik
- Waldemar Doniec – działacz turystyki górskiej i fotografii krajoznawczej w PTTK, Członek Honorowy PTTK
- Maciej Dunajski[42] – profesor fizyki matematycznej na Uniwersytecie Cambridge i Fellow Clare College w Cambridge
- Janusz Dunin-Horkawicz – literaturoznawca, bibliolog, działacz społeczny
- Stanisław Dyzbardis – polonista, dyrektor Teatru Wielkiego w Łodzi
- Wojciech Dziomdziora – prawnik i urzędnik państwowy, radca prawny, członek Krajowej Rady Radiofonii i Telewizji
- Andrzej Ehrenfeucht – matematyk
- Michał Fajbusiewicz – dziennikarz telewizyjny, scenarzysta i realizator filmowy
- Wojciech Fendler – lekarz, specjalista w dziedzinie biostatystyki i medycyny translacyjnej
- Bolesław Fichna – prawnik, adwokat, działacz polityczny, poseł
- Jacek Fisiak – filolog angielski, historyk języka angielskiego
- Karol Stefan Frycz – prawnik, działacz narodowy
- Lechosław Fularski – mechanik, krajoznawca, turysta górski, historyk turystyki górskiej, działacz turystyczny
- Bogdan Gajewicz – adwokat
- Hanna Gill-Piątek – polityk, działaczka samorządowa i aktywistka miejska, publicystka, posłanka
- Zdzisław Głowacki – malarz, nauczyciel akademicki
- Zdzisław Głuszczyk – generał Wojska Polskiego
- Roman Gorzelski – poeta, satyryk, dramatopisarz, tłumacz
- Kazimierz Groszyński – nauczyciel, działacz społeczny i polityk
- Franciszek Gruszka – pilot, uczestnik bitwy o Anglię
- Stanisław Hiller – histolog i embriolog
- Tadeusz Hübner – historyk mediewista
- Joanna Jabłkowska – literaturoznawczyni, profesor nauk humanistycznych
- Tomasz Kacprzak – prawnik, samorządowiec i polityk
- Leon Kelcz – reżyser, aktor, wykładowca PWSFTviTa, działacz społeczny
- Janusz Kenic – oficer straży pożarnej, przedsiębiorca, polityk, działacz opozycji demokratycznej w PRL
- Filip Kenig –  koszykarz
- Tomasz Konieczny – śpiewak operowy, aktor filmowy, reżyser
- Heliodor Konopka – piłkarz, działacz sportowy
- Jerzy Konorski – neurofizjolog, neuropsycholog
- Kazimierz Korcelli – dziennikarz, dramaturg i krytyk teatralny
- Andrzej Kotnowski – inżynier budownictwa, podróżnik i fotograf, samorządowiec
- Adam Kotula – romanista i historyk sztuki
- Stefan Krakowski – historyk, mediewista
- Stanisław Krauze – farmaceuta, twórca polskiej szkoły bromatologicznej
- Piotr Krukowski – aktor teatralny, filmowy i telewizyjny
- Joanna Kusiak – interdyscyplinarna badaczka na Uniwersytecie w Cambridge
- Ludwik Lawin – architekt krajobrazu, wykładowca akademicki
- Jerzy Lewandowicz – adwokat i działacz polityczny
- Andrzej Lipiński – reżyser dźwięku
- Tadeusz Łabędzki – polityk nurtu narodowego
- Magdalena Łuczak – narciarka alpejska
- Józef Macjon – filolog klasyczny, językoznawca, nauczyciel akademicki, tłumacz
- Andrzej Makowiecki – pisarz, reporter, podróżnik, scenarzysta
- Marian Małowist – historyk
- Józef Meissner – specjalista w dziedzinie włókiennictwa, profesor
- Tadeusz Mencel – historyk, archiwista
- Hugo Korneliusz Mijakowski – oficer Wojska Polskiego
- Raul Nałęcz-Małachowski – działacz polonijny i niepodległościowy, artysta, scenarzysta, kostiumograf
- Andrzej Nowakowski – koszykarz, trener
- Witold Oleszczak – działacz ruchu ludowego, poseł na Sejm Ustawodawczy
- Andrzej Ostoja-Owsiany – polityk i pisarz, działacz opozycji demokratycznej, parlamentarzysta
- Jan Pakuła – dziennikarz i działacz społeczny
- Rafał Pawliczak – lekarz, alergolog
- Tadeusz Pawlikowski – lekarz, endokrynolog, histolog
- Roman Pawelczyk – generał Wojska Polskiego
- Bogdan Pawłowski – kompozytor, aranżer, dyrygent i pedagog
- Walenty Pecyna – polityk, poseł na Sejm, filantrop, działacz społeczny i sportowy
- Edmund Piątkowski – lekkoatleta, dyskobol, mistrz Europy i rekordzista świata
- Janusz Piekarski – lekarz, chirurg onkolog, prorektor Uniwersytetu Medycznego w Łodzi
- Olga Podfilipska-Krysińska – nauczyciel akademicki
- Zdzisław Pomykalski – elektryk, profesor nauk technicznych
- Andrzej Przybylski – biskup pomocniczy częstochowski
- Maciej Rakowski – prawnik i historyk prawa
- Sergiusz Ryczel – komentator sportowy, dziennikarz
- Anna Sarna – aktorka filmowa i teatralna
- Jacek Saryusz-Wolski – ekonomista, europeista, polityk i urzędnik państwowy, europoseł
- Piotr Sitarski – filmoznawca
- Józef Skwark – aktor i reżyser teatralny
- Dionizy Smoleński – specjalista z zakresu teorii spalania, materiałów wybuchowych oraz balistyki wewnętrznej, poseł
- Witold Sobociński – operator filmowy
- Andrzej Solarz – oficer Wojska Polskiego
- Sławomir Sosnowski – duchowny, rektor Wyższego Seminarium Duchownego w Łodzi
- Wiktor Spodenkiewicz – muzykolog, pedagog, krytyk i publicysta muzyczny
- Olga Stanisławska – dziennikarka, reportażystka
- Dominika Stelmach – lekkoatletka, biegaczka długodystansowa
- Łukasz Sułkowski – profesor nauk ekonomicznych i humanistycznych
- Janusz Szosland – profesor włókiennictwa, nauczyciel akademicki
- Ludomir Ślusarski – inżynier chemik
- Barbara Śreniowska-Szafran – socjolog, pedagog, działaczka opozycyjna w PRL-u, autorka bajek, wierszy i książek dla dzieci
- Stanisław Trepczyński – polityk, dyplomata, działacz komunistyczny
- Ludwik Turko – profesor nauk fizycznych, polityk, poseł
- Krzysztof Turowski – dziennikarz, telewizyjny, radiowy i prasowy, publicysta, felietonista
- Bartosz Walczak – konserwator zabytków, architekt
- Witold Warkałło – prawnik, specjalista w dziedzinie prawa ubezpieczeniowego
- Stefan Wegner – malarz, rysownik, grafik, dekorator wnętrz, teoretyk sztuki, nauczyciel akademicki
- Anita Werner – dziennikarka telewizyjna, aktorka
- Anna Maria Wesołowska – prawnik, sędzia w stanie spoczynku, osobowość telewizyjna, niezawodowa aktorka filmowa i telewizyjna
- Władysław Wilczyński – matematyk, specjalista w dziedzinie funkcji rzeczywistych
- Janusz Włodarski – harcerz, artysta
- Mieczysław Wroński – chemik
- Stanisław Marian Zajączkowski – historyk, specjalizujący się w historii Polski średniowiecznej
- Andrzej Ziemowit Zimowski – poeta, pisarz
- Andrzej Zwierzak – chemik, profesor Politechniki Łódzkiej
- Wojciech Żakowski – matematyk, profesor Politechniki Warszawskiej
- Jan Żdżarski – duchowny, kanclerz Kurii Biskupiej w Łodzi